# Cerchezu, Constanța
Cerchezu (în trecut Cherchezchioi, în turcă Çerkezköy, în germană Tscherkess) este satul de reședință al comunei cu același nume din județul Constanța, Dobrogea, România. Se află în partea de sud a județului, la o distanță de 67 km  SV de Constanța și la 30 km SSV de Mangalia, în Podișul Negru Vodă, aproape de granița cu Bulgaria. La recensământul din 2002 avea o populație de 558 locuitori.